# Lee Kyu-sung
Lee Kyu-sung (en hangul, 이규성; nacido el 16 de febrero de 1992) es un actor de cine, televisión y  musical surcoreano.

## Carrera
Su interés por la actuación nació cuando estudiaba primer curso de la escuela secundaria. Participó con sus compañeros en una obra de teatro escolar y tras ver el resultado el instructor le recomendó que probara a formarse como actor. Pese a la opinión contraria de sus padres, entró en el departamento de actuación de la Universidad Kyonggi.
Después de aparecer en un papel menor en la película de 2010 Hahaha, comenzó su carrera como actor cabal con la película de 2014 Thuy. Posteriormente, Lee Gyu-seong dejó una fuerte impresión al aparecer como Man-cheol, el amigo del personaje principal Ro Ki-soo, en la película musical Swing Kids (2018) protagonizada por Do Kyung-soo. El director del filme, Kang Hyeong-cheol, lo había elegido en principio para un papel menor, pero lo cambió unos días antes del comienzo del rodaje al personaje de Man-cheol.
Sin embargo, el trabajo que supuso un punto de inflexión en su carrera fue el papel del asesino en serie Park Heung-shik en When the Camellia Blooms, no solo por la actuación en sí, que fue de todos modos muy comentada entre los espectadores, sino también por el eco que obtuvo gracias a la gran audiencia de la serie. A partir de ahí ha demostrado llamativas transformaciones con personajes muy diversos en series como Youth of May (2021), Why Her? (2022), Joseon Attorney (2023) y El monstruo de la vieja Seúl (2023-24). Después de esta última, su siguiente trabajo fue en la serie El romance de medianoche en hagwon con el papel de Park Ki-seong, el asistente de la directora de la escuela de lengua coreana.
En abril de 2021 Lee firmó un contrato de representación exclusiva con la agencia Plain TPC.

## Filmografía

### Cine
| Año  | Título             | Hangul          | Papel                                | Ref.          |
| ---- | ------------------ | --------------- | ------------------------------------ | ------------- |
| 2010 | Hahaha             | 하하하          | Mendigo                              | [ 2 ]         |
| 2014 | Thuy               | 안녕, 투이      | Wan-soo                              | [ 8 ]         |
| 2017 | Midnight Runners   | 청년경찰        | Estudiante de la academia de policía |               |
| 2018 | The Wrath          | 여곡성          | Monje budista                        |               |
| 2018 | Swing Kids         | 스윙키즈        | Man-cheol                            | [ 9 ] [ 10 ]  |
| 2020 | Oh! My Gran        | 오! 문희        | Asistente Lee                        |               |
| 2021 | Not Out            | 낫아웃          | Min-cheol                            | [ 11 ] [ 12 ] |
| 2021 | Ground Zero        |                 | Nuevo vigilante                      |               |
| 2021 | On the Line        | 보이스          | Voz más joven                        | [ 13 ]        |
| 2021 | A Day in Tongyeong | 통영에서의 하루 | Taxista                              |               |

### Series de television
| Año     | Título                                  | Papel                                     | Canal                  | Notas                          | Ref.                 |
| ------- | --------------------------------------- | ----------------------------------------- | ---------------------- | ------------------------------ | -------------------- |
| 2016    | Welcome to Picky                        |                                           |                        | Serie web, debut en televisión | [ 7 ] [ 10 ]         |
| 2017    | Strongest Deliveryman                   | Hermano menor de Dan-ah                   | KBS2                   |                                |                      |
| 2017    | Kang Deok-soon's Love History           | Chil-bong                                 | KBS2                   | Drama Special, un episodio     |                      |
| 2018    | Something in the Rain                   | Amigo de Joon-hee                         | JTBC                   |                                |                      |
| 2018    | Sketch                                  | Ahn Kyung-tae                             | JTBC                   |                                | [ 14 ]               |
| 2018    | Life                                    | Kyu-sung                                  | JTBC                   |                                |                      |
| 2019    | Touch Your Heart                        | Kim Pil-gi                                | tvN                    |                                | [ 9 ] [ 15 ] [ 16 ]  |
| 2019    | Loss Time Life                          | Min-hyung                                 |                        |                                |                      |
| 2019    | When the Camellia Blooms                | Park Heung-shik                           | KBS2                   |                                | [ 2 ] [ 17 ] [ 18 ]  |
| 2020    | It's Okay to Not Be Okay                | Moon Seong-tae de joven                   | tvN                    |                                | [ 19 ]               |
| 2020    | Los archivos de la enfermera escolar    | Estudiante                                | Netflix                | Serie web                      |                      |
| 2020    | School Strange Stories: 8th Anniversary | Ki Chul-min                               | Seezn                  | Serie web                      | [ 19 ] [ 20 ]        |
| 2021    | Nobleman Ryu's Wedding                  | Moderador                                 |                        | Serie web                      |                      |
| 2021    | My Roommate Is a Gumiho                 | Transformación del espíritu de la montaña | tvN                    |                                | [ 21 ]               |
| 2021    | Youth of May                            | Jung Hye-gun                              | KBS2                   |                                | [ 7 ] [ 22 ] [ 23 ]  |
| 2022    | Hope or Dope                            | Heo Jung-tae                              | Seezn                  | Serie web                      | [ 24 ]               |
| 2022    | Why Her?                                | So Hyeong-chil                            | SBS                    |                                | [ 25 ] [ 26 ]        |
| 2023    | Joseon Attorney                         | Dong-chi                                  | MBC                    |                                | [ 26 ] [ 27 ] [ 28 ] |
| 2023-24 | El monstruo de la vieja Seúl            | Mori                                      | Netflix                | Serie web                      | [ 29 ] [ 6 ]         |
| 2024    | El romance de medianoche en hagwon      | Park Gi-seong                             | tvN                    |                                | [ 30 ] [ 5 ]         |
| 2024    | Cinderella at 2 AM                      | Bae Jang-hee                              | Coupang Play Channel A |                                | [ 31 ]               |
| 2025    | The Art of Negotiation                  | Lim Hyeong-seop                           | JTBC                   |                                | [ 32 ]               |
| 2025    | Querido Hongrang                        | Min Hong-shik                             | Netflix                | Serie web                      | [ 33 ]               |